# Cleistanthus normanbyanus
Cleistanthus normanbyanus är en emblikaväxtart som beskrevs av Airy Shaw. Cleistanthus normanbyanus ingår i släktet Cleistanthus och familjen emblikaväxter. Inga underarter finns listade i Catalogue of Life.